# 蓮池貴人
蓮池 貴人（はすいけ たかひと、1987年11月3日 -）は、日本の元子役。

## 出演作品

### テレビ
- 家族の物語（1993年） - 山際圭太 役（レギュラー）
- かりん（1993年 - 1994年） - 本間（田上）和則 役（レギュラー）
- 南くんの恋人 第1話（1994年1月10日、テレビ朝日）
- 秀吉（1996年） - りゅう 役
- 毛利元就（1997年） - 大内義尊（幼少期） 役
- はみだし刑事情熱系 PART5 第16話（2001年）

| スタブアイコン | サブスタブ | この項目は、まだ閲覧者の調べものの参照としては役立たない、俳優（男優・女優）に関連した書きかけの項目です。この項目を加筆・訂正などしてくださる協力者を求めています（P:映画/PJ芸能人）。 |